# Luboń (gromada)
Luboń – dawna gromada, czyli najmniejsza jednostka podziału terytorialnego Polskiej Rzeczypospolitej Ludowej w latach 1954–1972.
Gromady, z gromadzkimi radami narodowymi (GRN) jako organami władzy najniższego stopnia na wsi, funkcjonowały od reformy reorganizującej administrację wiejską przeprowadzonej jesienią 1954 do momentu ich zniesienia z dniem 1 stycznia 1973, tym samym wypierając organizację gminną w latach 1954–1972.
Gromadę Luboń z siedzibą GRN w Luboniu (wówczas wsi) utworzono – jako jedną z 8759 gromad na obszarze Polski – w powiecie poznańskim w woj. poznańskim, na mocy uchwały nr 33/54 WRN w Poznaniu z dnia 5 października 1954. W skład jednostki weszły obszary dotychczasowych gromad Lasek, Luboń i Żabikowo ze zniesionej gminy Żabikowo oraz parcele nr 1 i 8 z karty Wiry dotychczasowej gromady Wiry ze zniesionej gminy Puszczykowo w tymże powiecie.
13 listopada 1954, po pięciu tygodniach, gromadę Luboń zniesiono w związku z przekształceniem jej obszaru w miasto Luboń, dla którego ustalono 50 członków miejskiej rady narodowej.